# Izabela Sowa

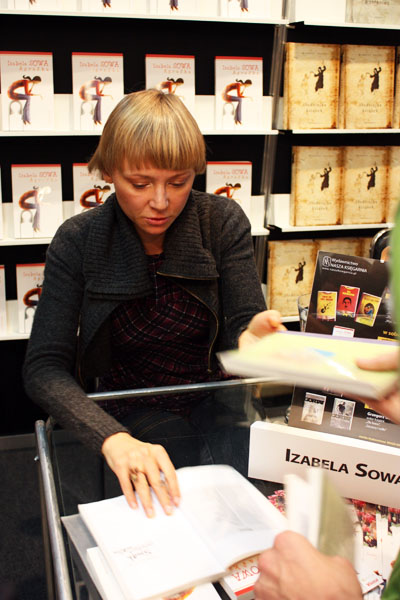
Izabela Sowa na Targach Książki 2009 w Krakowie

Izabela Sowa (ur. 1969 w Stalowej Woli) – polska pisarka.

## Życiorys
Rozgłos przyniosła jej tzw. „seria owocowa”. W powieściach Smak świeżych malin, Cierpkość wiśni, Herbatniki z jagodami (2002-2003) Sowa opisuje świat polskich dwudziesto- i trzydziestolatków, którzy borykają się ze zwyczajnymi problemami, jak: brak akceptacji w rodzinie, niska samoocena, rozpad więzi, zdrada najbliższych, korporacyjny mobbing, brak perspektyw. I nieustający kryzys.
Przez czytelników ceniona za styl, cięty język i pogodę ducha. Jest również autorką powieści Zielone jabłuszko – sentymentalnej historii rozgrywającej się w Polsce kryzysowych lat osiemdziesiątych. Pierwowzorem Bajklandii, magicznej krainy rowerów, jest rodzinne miasto autorki – Stalowa Wola. Napisała opowiadanie Trójpak świąteczny do zbioru opowiadań Opowieści wigilijne. Kolejne jej opowiadania ukazały się między innymi w zbiorach: Opowieści szkolne, Nie pytaj o Polskę, Wbrew naturze. 
W 2006 roku w Wydawnictwie Autorskim opublikowała zbiór opowiadań 10 minut od centrum. Rok później pojawiła się książka Świat szeroko zamknięty - swoisty ciąg dalszy Zielonego jabłuszka.
W 2008 roku ukazała się powieść Ścianka działowa, rozpoczynająca serię parakryminałów z ekscentryczną detektywką Brzytwą.
1 kwietnia 2009 została uhonorowana przez swoje rodzinne miasto tytułem Ambasadorki Stalowej Woli. Datę wręczenia autorka wybrała sama, by okazać swój stosunek do nagród i zaszczytów.
Feministka, regularnie publikuje w jedynym ogólnopolskim piśmie feministycznym „Zadra”. Jest zadeklarowaną wegetarianką, od czerwca 2013 – weganką. Wspiera działania organizacji prozwierzęcych: Viva, Empatia oraz Czarna Owca Pana Kota.
Jest wielbicielką budynków w stylu art déco, obrazów Romadina oraz muzyki etnicznej. Kocha pływanie w lodowatej wodzie, hathajogę, śnieżne zimy, polskie truskawki, tańce latynoskie i kino.

## Twórczość
- Smak świeżych malin (Prószyński i S-ka  2002; Świat Książki 2003; Prószyński i S-ka 2004; G+J Gruner+Jahr Polska 2005; Akapit Press 2011)
- Cierpkość wiśni (G+J 2001)
- Herbatniki z jagodami (Prószyński i S-ka 2003; G+J Gruner+Jahr Polska 2005; Akapit Press 2012)
- Zielone jabłuszko (Prószyński i S-ka 2004; G+J Gruner+Jahr Polska 2004; Nasza Księgarnia 2012)
- 10 minut od centrum (Wydawnictwo Autorskie 2006; Świat Książki 2007)
- Świat szeroko zamknięty (Wydawnictwo Bliskie 2007)
- Cierpkość wiśni (Prószyński i S-ka 2002; G+J Gruner+Jahr Polska 2005; 2007; Akapit Press 2012)
- Ścianka działowa (Wydawnictwo Nowy Świat 2008); seria „po brzytwie”
- Agrafka („Nasza Księgarnia” 2009)
- Podróż poślubna (Wydawnictwo Nowy Świat 2009); seria „po brzytwie”
- Blagierka (Akapit Press 2010)
- Części intymne („Nasza Księgarnia” 2011)
- Blanka (Akapit Press 2012)
- Azyl (Znak Literanova 2013)
- Powrót (Znak Literanova 2014)
- Kulminacje (jako współautorka), Wydawnictwo Wielka Litera 2015 ISBN 978-83-8032-005-5
- Tymczasem (Znak Literanova 2016)